# Mauméjean

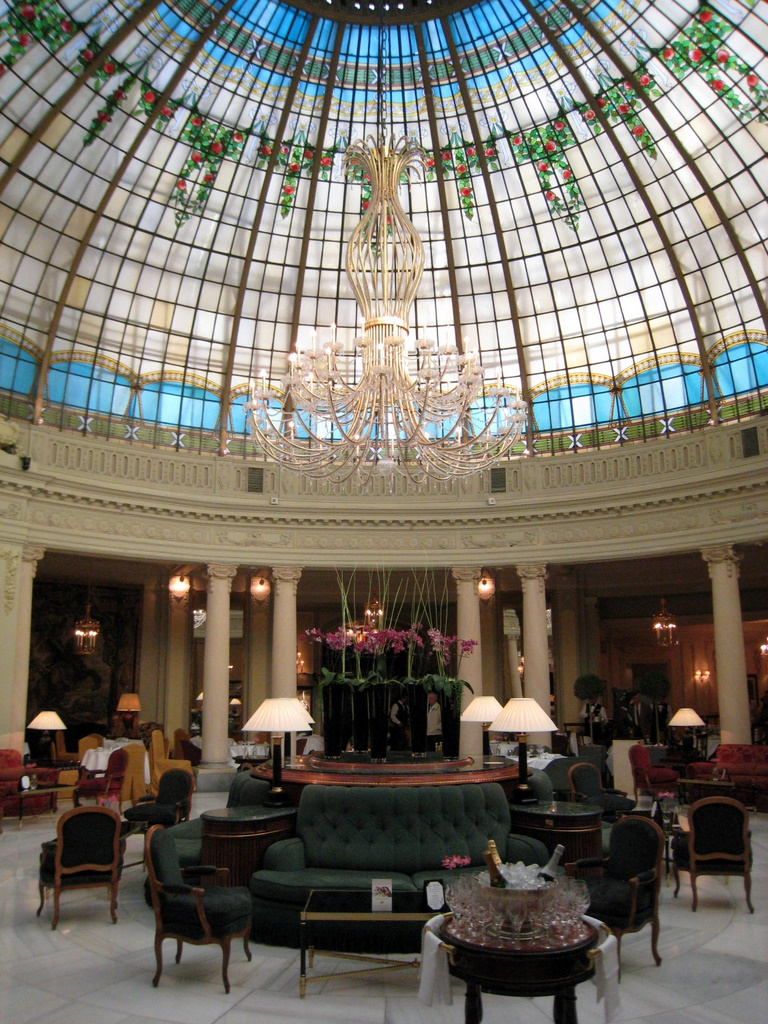
Palace Hotel (Madrid). Cùpula amb vitralls de la Casa Mauméjean

La Casa Mauméjean va ser una empresa familiar dedicada a producció de vitralls i altres indústries artístiques, molt activa entre les ultimes dècades del segle XIX i la primera meitat del segle xx. Tot al llarg de la seva trajectòria, va operar sota diverses denominacions, com ara J.H. Mauméjean Germans.
És considerada una representant destacada de l'auge del vitrall i de les industries artístiques en general durant el Modernisme, tot i que les seves obres oscil·len estilísticament entre aquest corrent i un eclecticisme historicista.
Creada el 1860 a Pau, per Jules Pierre Mauméjean (1837.1909) va introduir-se a l'Estat Espanyol i el 1898 va obrir un taller a Madrid de la mà de Joseph Jules Mauméjean Lalanne (1869-1952), fill de l'anterior. El 1908 va establir-se a Barcelona, amb domicili a Rambla Catalunya 120. També va tenir sucursal a Sant Sebastià
Es troben vitralls de la Casa Mauméjean, principalment, a França i a l'Estat Espanyol, però també a l'Amèrica llatina i altres països del món.
Ultra la creació de vitralls, la Casa Mauméjean també va ser activa en el camp de la conservació restauració de vitralls

## Obres al País Valencià
- Edifici de Correus (València)
- Alcoiː Cementiri de Sant Antoni Abat, Panteó Vicens

## Obres a Catalunya

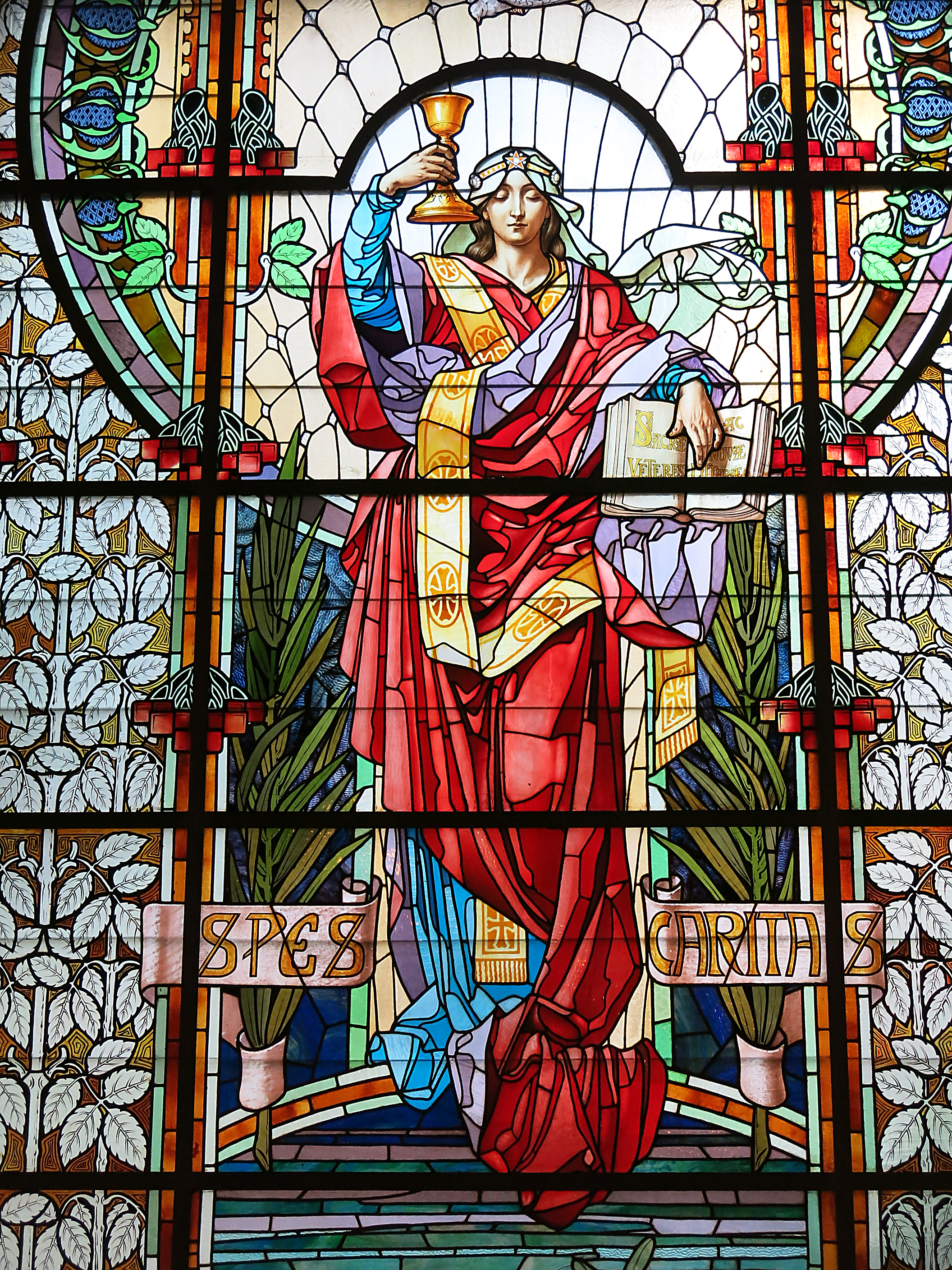
Barcelona. Casa Pérez Samanillo (Círculo Ecuestre), vitrall de l'escala

- Vitralls a la Cova de Sant Ignasi, a Manresa (1909)
- Vitrall de l'escala de la Casa Pérez Samanillo, Barcelona (1910)
- Sala d'actes de la seu de la Caixa d'Estalvis de Sabadell (1915)
- Antiga seu de la Caixa de Catalunya, posteriorment BBVA, a la Plaça Antoni Maura, Barcelona